# Labastide-du-Vert
Labastide-du-Vert – miejscowość i gmina we Francji, w regionie Oksytania, w departamencie Lot.
Według danych na rok 1990 gminę zamieszkiwało 191 osób, a gęstość zaludnienia wynosiła 18 osób/km² (wśród 3020 gmin regionu Midi-Pireneje Labastide-du-Vert plasuje się na 872. miejscu pod względem liczby ludności, natomiast pod względem powierzchni na miejscu 1042.).